# Baia di Walker
La baia di Walker (Walker Bay in inglese, Walkerbaai in afrikaans) è una grande baia situata lungo la costa sud-occidentale del Sudafrica nella provincia del Capo Occidentale. La baia è la maggiore nel tratto di costa compreso tra la Falsa Baia a ovest e capo Agulhas a sud-est. La baia è particolarmente apprezzata tra i praticanti dell'osservazione dei cetacei, attività che l'ha resa famosa al grande pubblico e che ha fatto le sorti della città di Hermanus, il principale centro della baia. Le balene franche australi visitano la baia nei mesi invernali e primaverili.